# Warmenhuizen
Warmenhuizen (52° 43′ N, 4° 44′ L) é uma cidade dos Países Baixos, na província de Holanda do Norte. Warmenhuizen pertence ao município de Schagen, e está situada a 8 km, a noroeste de Heerhugowaard.
Em 2001, a cidade de Warmenhuizen tinha 4925 habitantes. A área urbana da cidade é de 1.5 km², e tem 1812 residências.
A área de Warmenhuizen, que também inclui as partes periféricas da cidade, bem como a zona rural circundante, tem uma população estimada em 5940 habitantes.